# Volvo B12M
Volvo B12M — шасси, на котором строили свои автобусы различные автопроизводители, выпускавшееся шведским автопроизводителем Volvo Bussar с 2001 года в качестве преемника шасси Volvo B10M.

## Информация
Шасси Volvo B12M доступно с различными кузовами, такими как Van Hool T9 Alizee, Sunsundegui Sideral и Plaxton Panther/Paragon. Крупные британские пользователи B12M включают Wallace Arnold, Park’s Motor Group и Southern Vectis.
В Бразилии B12M производится с 2004 года. Кроме того, в Куритибе есть двухсекционные сочленённые автобусы Volvo B12M в 28-метровой конфигурации, что делает их самыми длинными автобусами в мире. С 2012 года B12M был переименован в B340M. Мощность теперь составляет 340 л. с., а шасси было обновлено в соответствии с правилами P7/Евро-5.